# Acacia stowardii
Acacia stowardii é uma espécie de leguminosa do gênero Acacia, pertencente à família Fabaceae.